# Showdown
Showdown – sport stworzony dla osób z upośledzeniem wzroku (zwany również – niesłusznie – tenisem stołowym dla niewidomych, bardziej jednak przypomina grę „cymbergaj”), jest dyscypliną o charakterze integracyjnym. W showdown mogą grać również osoby pełnosprawne – wówczas ich oczy zasłonięte są nieprzejrzystymi okularami.

## Historia
Sport ten został wymyślony w 1977 roku przez Kanadyjczyka Joe Lewisa. Miał być początkowo jedynie rozrywką dla osób niewidomych. W udoskonalenie zasad i rozwój dyscypliny miał wkład Patrick York z Kanady. Od roku 1992 showdown aspiruje do bycia dyscypliną paraolimpijską. Na Igrzyskach w Londynie w 2012 roku został rozegrany pierwszy paraolimpijski turniej pokazowy.

## Opis
Rozgrywka odbywa się na specjalnym stole obramowanym bandami. Gra się piłką z tworzywa sztucznego z dzwoneczkiem w środku. Dzwoneczek wskazuje położenie piłki. Odbija się ją drewnianymi rakietkami. Ręce graczy chronione są przez rękawice. Gracze oddzieleni są pionowym ekranem, rozdzielającym stół na dwie połowy. Ekran wsparty jest na bandach okalających stół.

## Zasady
Na przeciwległych końcach stołu umieszczone są bramki. Rozgrywka toczy się do zdobycia 11 punktów. Umieszczenie piłki w bramce przeciwnika to 2 punkty. Uderzenie w pionowy ekran na środku stołu to jeden punkt dla przeciwnika. Wyrzucenie piłki poza stół – jeden punkt dla przeciwnika. Dotknięcie piłki czymkolwiek poza rakietką i rękawicą – jeden punkt dla przeciwnika. Gracz serwuje dwukrotnie. Po dwóch zagraniach następuje zmiana serwującego.